# Alestes bouboni
 Alestes bouboni és una espècie de peix de la família dels alèstids i de l'ordre dels caraciformes.

## Distribució geogràfica
Es troba al curs mitjà del riu Níger.

## Estat de conservació
Les seues principals amenaces són la degradació i pèrdua del seu hàbitat a causa de les sequeres i la contaminació.